# Emerado (Dakota del Norte)
Emerado es una ciudad ubicada en el condado de Grand Forks en el estado estadounidense de Dakota del Norte. En el censo de 2010 tenía una población de 414 habitantes y una densidad poblacional de 522,37 personas por km².

## Geografía
Emerado se encuentra ubicada en las coordenadas 47°55′42″N 97°21′40″O / 47.92833, -97.36111. Según la Oficina del Censo de los Estados Unidos, Emerado tiene una superficie total de 0.79 km², de la cual 0.79 km² corresponden a tierra firme y (0%) 0 km² es agua.

## Demografía
Según el censo de 2010, había 414 personas residiendo en Emerado. La densidad de población era de 522,37 hab./km². De los 414 habitantes, Emerado estaba compuesto por el 80.19% blancos, el 4.59% eran afroamericanos, el 7% eran amerindios, el 1.93% eran asiáticos, el 0% eran isleños del Pacífico, el 1.93% eran de otras razas y el 4.35% pertenecían a dos o más razas. Del total de la población el 7.25% eran hispanos o latinos de cualquier raza.